# Cinci cartușe
Cinci cartușe (titlul original: în germană Fünf Patronenhülsen) este un film dramatic est-german, realizat în 1960 de regizorul Frank Beyer. Filmul descrie desfășurarea acțiunii a șase luptători din Brigăzile Internaționale în timpul Războiului Civil Spaniol.
Protagoniștii filmului sunt actorii Erwin Geschonneck, Ulrich Thein, Edwin Marian, Armin Mueller-Stahl, Manfred Krug și Günter Naumann.

## Rezumat
În timpul războiului spaniol, comisarul german Witting și cinci interbrigadieri au acoperit retragerea batalionului lor. Odată ce și-au îndeplinit misiunea, lipsiți de apă de băut trebuie să treacă peste liniile inamice. Witting este grav rănit și le dă camarazilor săi un raport pentru Comandament la care ei trebuie să ajungă, împărțit în bucăți și ascunse în cinci cartușe care trebuiesc personal predate. Deviza lor este de a rămâne împreună și a trece peste liniile inamice. Misiunea îi stimulează, doar francezul Pierre nu poate suporta setea în căldura arzătoare a munților Sierra.
El părăsește grupul pentru a bea apă dintr-o fântână și cade victimă gloanțelor inamice. Ceilalți ajung la Comandament. Acolo află conținutul mesajului, o cerere a comandantului lor inteligent de a rămâne împreună pentru a răzbi peste liniile inamice.

## Distribuție
- Erwin Geschonneck – comisarul Heinrich Witting
- Edwin Marian – José Martinez (spaniol)
- Ernst-Georg Schwill – Willi Seifert (german)
- Armin Mueller-Stahl – Pierre Gireau (francez)
- Manfred Krug – Oleg Zalewski (polonez)
- Günter Naumann – Dimitri Pandorov (bulgar)
- Ulrich Thein – transmisionistul Vasia (rus)
- Fritz Diez – maiorul Balaños
- Johannes Maus – Karl
- Jochen Diestelmann – Jerri
- Harald Jopt – Sanchez
- Fritz-Ernst Fechner – Jirka
- Dom de Beern – Otto
- Hans Finohr – Pedro
- Walter Schramm – Juan
- Karl Block – Lopez
- Wilhelm Otto Eckhardt – părintele
- Ralf Bregazzi – un ofițer franchist
- Fred Düren – un ofițer franchist
- Adolf Peter Hoffmann – un ofițer franchist
- Fred Ludwig – sergentul mai vârstnic
- Hans-Hartmut Krüger – un legionar
- Jürgen Degenhardt – pilotul tânăr
- Arno Wyzniewski – pilotul secund
- Ezard Haußmann – interbrigadier
- Christian Ebel – un pilot secund
- Senta Cordel – femia de la sifoane
- Dietlind Mueller-Stahl – fata tânără
- Joe Schom – sublocotenentul
- Hans Sievers – un transmisionist

## Aprecieri
„ Dincolo de semnificant, solidaritatea, de subliniat pregnanța investigării psihologiilor și expresivitatea barocă a imaginii. ”—T. Caranfil , Dicționar universal de filme 